# 松本梨穂
松本 梨穂（まつもと りほ、1997年7月7日 - ）は、日本の元AV女優。LIGHTに所属していた。

## 略歴
2022年7月、プレミアムの専属女優としてデビュー。デビュー以前は関西ローカル局の気象キャスター（お天気お姉さん）だったとされる。
2023年9月、プレミアムとOPPAIのW専属として活動することを自身のTwitterにて発表。
2024年2月3日、東京・レフカダ新宿で行われた有村のぞみの冠トークイベント「のんちゃんといっしょ vol.4」に出演。これがトークイベント初出演となる。
2024年4月より専属を離れ、企画単体女優となる。
AVライターの末吉みちおは「伝説になっているデビュー作でのオナニーシーンはぜひ見てほしい。下半身を直撃するスケベさです」とデビュー作の衝撃を論評した。
2024年9月末をもって引退した。

## 人物
- 京都府京都市伏見区出身[8]。そのため日常会話でも京言葉を使う。
- 身長149センチと低身長の部類に入るが、美人系の顔立ちから「実際に会うと小さいんだね」とよく言われるという[9]。
- AVデビューしたきっかけは、それまでもAVに関心が高く、コロナ禍で家にいる時間が増えて勇気を出してデビューしたという[10]。また別のインタビューでは、普段からAVを視聴することが多く、視聴しているうちに自分でもやってみたくなったこと、昔は自分に自信が無かったが、年齢を重ねて自信を持てるようになり、デビューしてもしファンの方ができたりしたら、それによって自分の世界も変わるのかもしれないと考えるようになり、デビューする1年ほど前にAV女優になることを決めたと語っている[11]。
- 中学2年生の時に経験済みの女友達に教えてもらうまで陰部に穴があることを知らず、性交時の女性は皆、お尻の穴に入れられていると勘違いしていた[11]。
- 高校生の頃からAVをおかずにオナニーをするようになる。松本はこの頃を振り返り、それまで溜めていた物が解放された感覚だったとインタビューで語っている。AVはインターネットでたまたま見かけたのをきっかけに知り、暫くの間はサンプル動画を見ていたが、2022年現在はちゃんとDVDを購入して視聴している[11]。
- 周りの女友達に経験済みの子が多く、「今日こそは」と意気込み、家族がいない時間に自分の家で初体験に及んだが、お互い初めてだったこともあり上手くいかず、あまり気持ちよくはなかったという。エッチが好きになったきっかけは年上の2人目の彼氏で、初めてイカされたり、潮吹きされたりと彼に色々教えてもらって、自然とエッチが好きになっていったと振り返っている[11]。
- 小学6年生までは平均身長だったが、その後は伸びず、衣装や私服は女性Sサイズでも大きいので、大人っぽい子供服も買うことがある[9]。

## 作品

### アダルトビデオ
- はんなり笑顔にキュン 元関西ローカル局お天気お姉さんAVデビュー（7月19日、PREMIUM）
- お天気お姉さん性感開発ビクビク痙攣　めちゃイキ3本番!（8月16日、PREMIUM）
- 綺麗なお姉さんの極上フェラチオで射精しませんか?（9月20日、PREMIUM）
- お天気お姉さんと淫らに交わる濃密SEXホテルデート（10月18日、PREMIUM）

- 女教師レイプ輪姦　敏感体質な私は抵抗もむなしく、男子生徒たちの絶倫チ〇ポに死ぬ程イカされて…（2月21日、PREMIUM）
- お天気お姉さん解禁中出し 「もうイッてるってばぁ」状態で追撃FUCK（3月21日、PREMIUM）[7]
- 本番禁止のハズなのに…嬢からこっそり中出しおねだり! 発射無制限逆バニー風俗5本番 松本梨穂（4月18日、PREMIUM）
- 妻と倦怠期中の僕は梨穂（義妹）に誘惑されて何度も、何度も、中出しをしてしまった…。松本梨穂（5月16日、PREMIUM）
- 愛人（梨穂）と温泉中出し不倫　妻が出張で不在の二日間 松本梨穂（6月20日、PREMIUM）
- 巨乳潜入捜査官 使命と媚薬キメセク中出しのせめぎ合いの果てに… 松本梨穂（7月18日、PREMIUM）
- もう一度、妻と愛し合う。倦怠期だった私達夫婦が久しぶりにSEXしたら… やっぱり、体の相性抜群で何度も、何度も、中出し求めて… 松本梨穂（8月15日、PREMIUM）
- 合いすぎたカラダ。 介抱してくれる優しい梨穂先生に甘えて何度も中出ししてしまった性欲モンスターなボク。 松本梨穂（9月19日、PREMIUM）
- 綺麗なお姉さんがチ○ポバカになるまでヌイてくれる種搾りメンズエステ 松本梨穂（10月17日、PREMIUM）
- 彼女のお姉さんは巨乳と中出しOKで僕を誘惑 松本梨穂（10月17日、OPPAI）
- お天気お姉さん松本梨穂初BEST 8作品完全収録25本番12時間元キャスターのスケベ記録をコンプリート!（10月31日、PREMIUM）※単体ベスト
- 夫の出張不在中に絶倫義父の孕ませ中出しで何度も何度もイッてしまったワタシ… 松本梨穂（11月21日、PREMIUM）
- 生徒の巨乳に理性を失った僕は放課後ラブホで何度も何度も梨穂と中出しセックスしてしまった 松本梨穂（11月21日、OPPAI）
- カノジョ持ちの僕なのに、無理ヤリ愛人になりたがるスケベ梨穂さんのいつでも、どこでも、誘惑キスで痴女ってくる強制不倫中出しデート 松本梨穂（12月19日、PREMIUM）[12]
- 会社の飲み会で終電を逃した僕に「うちに泊まっていきます?」と巨乳の後輩女子が小悪魔な囁き。部屋着の胸チラ誘惑に負けて何度もSEXした 松本梨穂（12月19日、OPPAI）

- 綺麗になりたい巨乳人妻キメセク開発マッサージ 媚薬オイルで膣バグ潮ダダ漏れ状態の子宮に何度も孕ませ中出し。 松本梨穂（1月16日、PREMIUM）
- 神乳すぎて患者を発情勃起させちゃうビッ痴ナースのパイズリ挟射クリニック 松本梨穂（1月16日、OPPAI）
- スケベお姉さんが「もう射精してるってばぁ」状態でも丁寧＆ぐっちょりご奉仕し続ける無制限射精OK女神ソープ 松本梨穂（2月20日、PREMIUM）
- 巨乳女教師の誘惑 松本梨穂（2月20日、OPPAI）
- 「先生のフェラ彼女のよりすっごいよ?」～彼女がいる生徒に追撃フェラチオ女教師～ 松本梨穂（3月19日、PREMIUM）
- 発射無制限! プレイの途中で何度発射してもOKいつでも出し放題ソープ 松本梨穂（3月19日、OPPAI）
- 後輩社員を活舌指導と称して出張先ホテルで相部屋滞在しハメる年下喰い痴女子アナ21発種搾り軟禁ステイ 松本梨穂（4月2日、MOODYZ）
- 私… これから不倫します。旦那が家に連れてきた会社の後輩は… 過去に一度、抱かれた男… 松本梨穂（4月23日、クリスタル映像）
- 妻が妊娠して帰省中に家事手伝いに来た 巨乳の義妹に種付けSEX してしまった義兄 松本梨穂（4月23日、熟女はつらいよ/熟女卍）
- 至高にして、従順なる女。 身も心も支配される悦びと快楽を知りました。 松本梨穂（4月26日、KANBi）
- 彼女が帰省している間、彼女のお姉さんに誘惑された4日間 松本梨穂（5月7日、BeFree）
- 【隣人ガチャ大失敗】汚部屋に引きずり込まれた巨乳新妻 絶望の20日間 媚薬でアへ顔痙攣絶頂 首輪SEXで無慈悲種付けプレス中出し 松本梨穂（5月7日、ABC/妄想族）
- THE時間停止 憧れの女子アナに悪戯痴● 勃起チ○ポこすり付けて孕ませナマ射精してやったww 松本梨穂（5月14日、ダスッ!）
- 黒パンストデカ尻CAの固定ディルド当てゲーム 利き竿イッポン勝負! 見事当てたら賞金100万円! 外せばその場でデカチン即ハメ! ディルドでイッた直後の敏感マ●コに彼氏より大きいチ●ポでハメられイキまくった客室乗務員は中出しも拒めないのか!? 4（5月21日、はじめ企画）
- マジックミラー号 声優の卵限定 エロアニメオーディション! もっと心込めてっ! もっとリアルにっ!! エッチなセリフで疼いたおマ●コをクチュクチュいじくりたおす。（5月23日、SODクリエイト）
- 「一般男性のみなさん! 私をイカせまくって下さい！」～街頭で見つけた素人男性に壊れるほどイカされまくったSEXドキュメント～ 4 松本梨穂（5月28日、セレブの友）
- 不妊に悩む人妻が町内会の肉便器に堕ちて妊娠した。 松本梨穂（6月4日、アタッカーズ）
- 予約半年待ちリピ率100％ 某メンズエステ店 密室 × 密着 イキ過ぎた禁断サービス 23（6月7日、DOC）
- 採用面接中に緊張チ○ポ撫でられシゴかれ冷や汗と我慢汁が止まらないおチ○ポ圧迫面接でセフレ選考する女面接官に入社後もオフィスで就業時間ず～っと痴女られ新チン教育されまくった 松本梨穂 （6月11日、アリスJAPAN）
- ボクを下僕扱いしてくる美人で巨乳なパワハラ上司に媚薬を飲ませて復讐中出しイキ狂い性交 松本梨穂（6月11日、クリスタル映像）
- 身長149cmのFカップ巨乳が責めて責められ乱れる3本番! 松本梨穂（6月18日、S-Cute）※配信作品『りほ』(scute1453)のDVD版
- アナウンサー志望の名門校女子大生限定! 「女子アナはどんな状況下でも原稿を読めるはず!?」 固定バイブ淫語ニュース5 超過激リポート イタズラ妨害に屈せず原稿読み終えたら100万円! 途中で断念したら即ハメ中出し罰ゲーム!（6月18日、はじめ企画）
- 引き篭りのボクを毎日SEXで誘惑して立ち直らせてくれた義母 4 松本梨穂（6月25日、セレブの友）
- のぞく事が… 生き甲斐なんだ! 継母の淫部 松本梨穂（6月25日、レッド）
- 敬語責め 松本梨穂（7月5日、ワープエンタテインメント）
- 冴えない部下の腰使いにイカされまくる女上司 松本梨穂（7月5日、プラネットプラス/七狗留）
- 夫の上司の昇進祝いの宴会で犯されまくり NTR人妻ホームパーティー 酔った美巨乳嫁がドスケベ全開でヤリまくる（7月16日、カルマ）
- 淫らな吐息と潤んだ瞳で、いっぱい舐めるから… いっぱい挿れて… トロ顔おねだりフェラチオ 松本梨穂（7月26日、h.m.p）
- Fカップ中出しセフレは結局彼女になりました りほ (26)（7月27日、First Star）
- 完全プライベート映像 Fカップ美スタイル性格SSS娘 松本梨穂ちゃんと初めての二人きりお泊まり（8月6日、パコパコ団とゆかいな仲間たち/妄想族）
- 婚約者の父親に嵌められて…。 松本梨穂（8月6日、KSB企画/エマニエル）
- 梨穂が私の好きな男と結ばれるなんて超ムカつくッ! だから… 結婚前中出しレ×プしてもらったんだ… 松本梨穂 浜崎真緒（8月6日、MOODYZ）
- ねむり嫁 他所の男達に眠らされ舐められ触られ犯された妻 松本梨穂（8月13日、JET映像）
- 旦那の不在中を狙ってデカ尻人妻の自宅に突撃どっきり! Tバック奥さん固定バイブDEドミノ倒し 制限時間内に並べてドミノ倒せたら100万円! チャレンジ失敗で即ハメ中出し罰ゲーム! 4（8月20日、はじめ企画）
- 大音量でAV見てたら隣の家に住むデカ尻美人妻がクレーム入れに押しかけて来た。欲求不満の人妻は僕の勃起チ●ポに発情して逆レ搾精! 僕は生ディルドとして飼われることになった 松本梨穂（9月3日、ミセスの素顔/エマニエル）
- 文京区にある女教師が通う整体セラピー治療院 40（9月3日、変態紳士倶楽部）
- ねぇ先生、いっつもチヤホヤされてお高く留まってるアナタが毎日ボロ雑巾のようにイジめられてる僕の臭っさ～い童貞チ●ポで夜通しずっと中出しされるのって…いったいどんな気持ちっすかぁ?（笑） 松本梨穂（9月6日、ドリームチケット）
- ドエロなまなざしに引き寄せられた男に中出しさせる私 松本梨穂（9月10日、セレブの友）
- 敬老マジックミラー号 「クンニで女性をイカセたい…お爺さんの夢、叶えてくれませんか?」 オマ○コを貪り吸われ感じてガードが下がった巨乳看護学生に数年ぶりのSEXをお願いしたら優しい騎乗位で回春中出しもさせてくれました（9月12日、ナチュラルハイ）
- 全てが仕込まれていた… 田舎に住もうよ 松本梨穂（9月24日、レッド）
- 新・償い 14 ～罪滅ぼしという罠に落ちて・・～ 松本梨穂（9月24日、ながえSTYLE）
- 既婚者アプリで出会ったセカンドパートナー巨乳妻をラブホテルに誘い不倫中出し性交でセフレ化させた。（10月1日、ナンパJAPAN）
- レズビアンに囚われた女潜入捜査官 松本梨穂 新井リマ 水端あさみ（10月8日、ビビアン）
- この事は誰にも言わないで… 友達の母ちゃん 松本梨穂（10月22日、レッド）
- どこでもおしっこ! 素人娘の大放尿25人 スロー再生でじっくり鑑賞できるマニア向け映像 10（10月22日、かぐや姫Pt/妄想族）
- 仕組まれた相部屋で変態上司にイカされて旅館内連れ出し羞恥SEXの快感に溺れる新入社員（11月7日、ナチュラルハイ）
- 僕の妻が僕の女友達にネトラレるわけがない。 寝取らせレズ不倫 美園和花 松本梨穂（11月12日、ダスッ!）
- 大きなおっぱいの嫁を貸して後輩の童貞を卒業させてあげたい 松本梨穂（11月12日、BALTAN）
- 黒人解禁! 人妻ヌードモデルNTR 過激なポーズに恥じらい衝撃のデカマラに溺れる巨乳妻 松本梨穂（11月19日、Fitch）
- おま●この形状まるわかり! 薄いパンツの上からマン汁ぬるぬる透けオナニー 13（11月19日、かぐや姫Pt/妄想族）
- ノーハンドフェラは奴隷の証! 14 手を使わずにフェラチオする11人の素人娘（11月26日、かぐや姫Pt/妄想族）
- 素人ナンパでセンズリ鑑賞 21 見るだけでいいんです! だからちょっと僕のチ●ポ見てもらえませんか?（12月17日、かぐや姫Pt/妄想族）
- 私… タイムリープしたみたいです。5 松本梨穂（12月24日、レッド）
- 私の涎でぬるぬるにしてあげる! 顔舐めよだれパック手コキ!（12月24日、SEX Agent/妄想族）

- コスプレエロファンタジー Wムッチリ妄想CAコスに巨根を弄ばれての鬼突き返し! 松本梨穂 末広純（1月21日、ミル）
- オナサポ!! 女子○生 着衣で全裸で挑発的ダンス 11（1月21日、かぐや姫Pt/妄想族）
- 触手のように絡みついて揉みくちゃにする千手観音愛撫（1月28日、SEX Agent/妄想族）
- 磨け! おま●こ洗体ボディウォッシュ!（2月25日、SEX Agent/妄想族）
- 【個撮】どこでもフェラ 19 11人（4月22日、かぐや姫Pt/妄想族）

### アダルトVR
- 専属・松本梨穂の初VR! お天気お姉さんとのはんなりエッチなイチャラブ中出し同棲生活! 素の京都弁の至近距離ささやき! 愛あるエロテクで癒され射精! 色味と明るさにもこだわった濃密に交わる大人の2SEX!（9月12日、PREMIUM）

- 顔面キス特化VR! 接吻回数100回以上! 彼女の姉の嫉妬深い逆NTRベロキスで痴女られちゃったボク 8発射 松本梨穂（3月25日、MOODYZ）
- 愛人は涙を流さない… 女房子供が居ぬ間に巨乳美人と不倫浮気セックス 松本梨穂（4月30日、CRYSTAL VR）
- 【8K VR】フェザータッチで焦らしに焦らされて全身性感帯になった僕をスローストロークで顔を見つめられながらじっくり無限射精させる回春エステ 松本梨穂（5月2日、unfinished）
- 酔った女上司と相部屋乳首責めVR　乳首責め手コキ・チクシャ・乳首弄りフェラ・スパイダー騎乗位・一晩中搾り尽くされちゃったボク! 15射精 松本梨穂（5月13日、MOODYZ）
- 地方ロケ終わりに台風の影響で帰れなくなり、お天気お姉さんと新人ADの僕が相部屋で過ごすことに… 松本梨穂（5月16日、SODクリエイト）
- あなたが触れなかったら、不倫じゃない。滑らかな指テク、そして膣テクへ。すれ違うたびに人事部の松本さんに相談に乗ってもらっていた結果、ホテルへ誘い込まれ…。松本梨穂（5月26日、KMPVR-彩-）
- これぞ8K! 美顏と美乳と濡れ髪で、とことん’’甘やかしてくれる’’ 年上カノジョと同棲生活 8K VR 松本梨穂（5月18日、KMPVR）
- VIP御用達・密着高級オイルエステ 耳元ではんなり淫語をささやき勃起を促すエロ施術師 松本梨穂（6月6日、SODクリエイト）
- 天井特化アングルVR ～ED治療専門回春エステ～ 松本梨穂（6月8日、KMPVR）
- 8K VR! 盗撮アングルパンチラ & パンティー見せJOIスペシャル!!（7月2日、KMPVR）
- 逆バニー専門店 ド S お姉さんバニーと甘々バニーで10連発射 松本梨穂（10月9日、P-BOX VR）
- ヌードデッサンモデル体験VR（10月25日、AQUA）
- 本番禁止メンズエステで勃起チ●ポを擦りつけナマ挿入に成功 神乳エステティシャンと無制限中出し発射! 松本梨穂（11月27日、P-BOX VR）
- パイズリ! 尻こき! フェラチオ! ノーモザオチ●ポ弄り! ディルドーイカセVR（11月27日、P-BOX VR）
- 美女8人のケツ穴くぱぁ～を近距離ガン見VR 7（12月4日、P-BOX VR）

### アダルト配信
- まっちゃん (erk063)（4月19日、素人ホイホイ）
- 梨 (hoi304)（4月19日、素人ホイホイZ）
- 【温泉で極楽パイズリ】バイト仲間と温泉旅行♪湯船に浸かりながらパイズリ! フェラ抜き! 浴衣姿でパイパンマ●コに挿入! 騎乗位にバックで膣奥刺激! たっぷり精液顔射フィニッシュ!! 【もしも。】【りほ】（4月21日、街角シロウトナンパ）
- 「おち●ちんおっきいんや…♪」おっとりした雰囲気とは裏腹にエッチでしたたかな京美人の人妻降臨! 不能旦那に見切りをつけて部下くんをホテルに連れ込み!? フェロモン全開で組み敷いて活きの良い子種を手に入れる! 【りほ / 28歳 / 結婚3年目】（4月22日、MOON FORCE WIFE）
- リホ (hpt017)（4月24日、素人ホイホイ）
- りほ (scute1453)（5月3日、S-Cute）
- 【人生初の生中で孕まされる京美人介護士】「堪忍してぇぇ～～!」激しい手マンで絶叫潮吹き! 飢えたメス穴を弄られ京弁でメス鳴きしまくるも、ゴムは絶対!とガード固め…! だったら頭真っ白にさせてやるっ! ゴツい玩具登場→オナニーでアヘアヘ自ら完堕ちwww 初めてのゴム無しSEXで爆揺れする巨乳! 開いた子宮に精子直送!! 【即ヤリゲッチュー】【りほ】（6月9日、街角シロウトナンパ）
- マジ軟派、初撮。 2067 りほ 26歳 百貨店で受付  能あるイイ女はおっぱいを隠す?! 気品あふれる美人オーラを纏う受付嬢を新宿でナンパ! 巨乳をぷるんぷるん揺らして猛烈に絶頂アクメ!! 上品! 綺麗! そして… どスケベ!!!（8月16日、ナンパTV）
- ラグジュTV 1781 加恋(かれん) 28歳 保健室の先生  色気ダダもれのグラマラスGカップ最強ボディ! 保健室の先生の愛のある濃厚密着SEX! 快楽のその先へ… 究極の連続ピストン!（8月25日、ラグジュTV）
- りほ (refuck103)（9月13日、Re:Fuck）
- 家まで送ってイイですか? case.256 松下さん/26歳/結婚相手募集中  騎乗位バカ一代! 発達しすぎの騎乗位筋! 【これが日本で一番キモチいいSEX】 献身的かつ魅惑的！だけど情熱的! ⇒ セルフポルチオでグリグリジャグジャグ押し当て自ら子宮をイジめて連続無限大イキ! ⇒ 女性用風俗よりもスゴい!? 令和で癒しと言えばコレ ⇒ 私と結婚する人は、あなたかもしれない（10月4日、ドキュメンTV）
- 【出張メンエス隠し撮り】全身から溢れ出る上品なエロさ×耳に残る京言葉でリピ客続出のセラピスト。『我慢できないんですかぁ…?』 ぬるぬるのマ●コに0距離で擦り付け焦らしプレイ。理性保てないお客に裏オプ追加させずっぽしナマ挿入… #担当:りほ（10月18日、ドキュメントdeハメハメ）

- 迷わず「一瞬の快楽」を選んでしまう程のウェイ系パリピGALによるメンタルならぬチンタルケア♪禁断の寝取りドキュメント!! 149cmでありながらF乳というたわわ乳で既婚者をユーワク。えちちなパリピ空間に飲み込まれれば、もう戻れない。毎日の疲れに痴女GALがキ●タマ枯れるまで搾精! 【NTRリバース】 ほのちゃん 26歳 ジムトレーナー（1月12日、プレステージプレミアム）
- 【大人の背徳ランジェリー性交】【淑女妻、でっかいチ●ポでM性開花】【京都弁 × 背徳中出し】もう旦那のじゃ満足できひん…♪ 卑猥なお尻をぶりぶり揺らして痙攣絶頂!! 妊娠前にデカチンでM性痴女化!! 初めて知る快楽に溺れる人妻、身体が他人棒を欲しがって止まらない!!! 【人妻ランジェリーナ 12人目 まおさん】（1月27日、Jackson）

### イメージビデオ
- 美麗なハダカ 松本梨穂（2023年3月29日、スパイスビジュアル）

## 製品

### トレーディングカード
- AVC ジューシーハニー コレクションカード PLUS ＃21（2024年2月24日、株式会社ハバロッサ）